# 小北路
小北路，是廣東省广州市的一条呈南北走向的主干道，位于城东北越秀区内，因道路穿过明清两代广州城的小北门而得名。北起环市中路，南至东风中路，全长1,023米，宽32.6米，双向6车道。南端建有仓边路高架，跨越东风路，连接仓边路。

## 历史
小北路处于越秀山麓。清代时称为小北直街。明代时的文溪穿城而过，斜斜流进小北直街。直街上水道纵横，每逢春白云山水暴涨之时，小北街都会发生“水浸街”的景象。
明成化三年（1457年）曾经在现今朱紫岗附近开凿水渠，把文溪的水引入东濠涌，而不再穿城而过。然而小北街地势低洼，清朝道光十三年（1833年），广州连日下暴雨，山洪暴发，淹没了小北门一带，淹死大量居民。
清同治年間，由洪橋大街到小北門城牆內為客家居住區，主業家庭紡紗織布。
1918年（民国7年）拆小北门，扩建为道路，称为小北路；城门外地段因为是连通白云山的泥路，故称登峰路。时小北豆腐寮一带多为小贩和贫民居住的木屋区。
民國後期小北路一带形成闹市，茶居、百货、食杂等店铺多达几十家。登峰路两旁是牛舍、茶寮，屋后就是菜田，如同乡间。
光復後，小北織布業發展旺盛有十幾家布廠，著名的有吳義興、泰盛、環通泰等。 
1949後，布廠被當局公私合營，成泰盛、三新兩間大布廠。
20世纪50年代扩建马路时与小北路连接，统称为小北路，1966年改称为登峰北、中路，1981年复称小北路。改革開放後，小北路兩旁民國時期留存的騎樓被全部清拆，開發高樓大廈。

## 街道設施

### 小北花圈
小北绿岛喷泉俗称小北花圈，位于小北路与越秀北路交汇处，是广州最早的交通绿岛喷泉，该名也泛指附近一带，原址是广州城小北门。
小北花圈建于1963年，面积630平方米，文化大革命期间被毁，1979年修复。采用广州园林塑石工艺建石山，周围种植红色美人蕉，中央配以喷水池。20世纪90年代后期，车流量剧增，该处成为交通堵塞点，2000年拆除花圈，建成平交路口疏导交通。目前仍有部分老一辈人习惯叫该区域做小北花圈。公交站点亦保留“小北花圈”之名。

### 小北门
小北门始建于明代，原来的地址是在小北路和越秀北路交界处，也就是小北花圈所在处。2009年，广州市政府决定复建小北门城门，以取代原有越秀公园小北路门。2009年，四个重建方案提出公示。2010年5月重建工程启动，预计7月可以完工。新建的城门高16.5米，中间一个宽4米，高5.5米的拱门。拱门上方，城楼正面，镶有“越秀公园”门匾石刻。

## 与之交汇道路
- 顺序由北往南排列，粗体字为主干道
- 环市中路、童心路
- 北较场路
- 小北花圈：越秀北路、镇海路
- 应元路
- 法政路
- 东风中路、仓边路

## 公共交通
- 广州地铁5号线小北站

均在鄰近小北路位置設有出口。